# Lijst van Europese dynastieke titels
Dit is een lijst met Europese dynastieke titels; al dan niet in gebruik.

## Dynastieke titels
De leden van de regerende of voorheen regerende Europese families dragen of droegen in een aantal gevallen dynastieke titels. Deze titels, die vaak, maar niet altijd, naar een landsdeel verwijzen, worden door het hoofd van de familie aan de dynast toegekend. In Nederland is er maar één dynastieke titel, die van Prins van Oranje. In België waren er meerdere dynastieke titels. In België wordt alleen de titel Hertog(in) van Brabant nog gebruikt.
De dynastieke titel gaat altijd aan de rest van titels vooraf; zo wordt er gesproken over de Prins van Oranje, de Prins van Asturië, de Gravin van Vlaanderen of de Hertogin van Brabant in de plaats van Prins X of Prinses Y. Zo geldt dit ook voor Camilla; zij werd Hertogin van Cornwall, met predicaat Koninklijke Hoogheid.
De dynastieke titels verwijzen vaak naar bepaalde landsdelen of belangrijke steden, bijvoorbeeld de Hertog van Orléans. De titels geven ook een protocollaire volgorde aan; zo heeft de Prins van Wales altijd voorrang op de Hertog van York.

## Dynastieke titels van regerende vorstenhuizen
Een 'A' in de opsomming hieronder betekent dat de titel (voorlopig) niet langer wordt verleend. Dit wil niet zeggen dat de titel niet meer bestaat of gedragen wordt.
Alle titels worden hier mannelijk opgesomd, in protocollaire rangorde. (Uiteraard kan het in de praktijk om een titularis gaan.)

### Belgische hof
- hertog van Brabant
- graaf van Vlaanderen A
- graaf van Henegouwen A
- prins van Luik A

### Britse hof
Titels van de koning:
- koning van Groot-Brittannië en Noord-Ierland
- hertog van Lancaster
- hertog van Normandië

Overige titels:
- prins van Wales
- graaf van Chester
- hertog van Cornwall
- hertog van Rothesay
- graaf van Carrick
- baron van Renfrew
- lord of the Isles
- prins en Great Steward van Schotland
- Princess Royal
- hertog van Albany A
- hertog van Cambridge
- hertog van Clarence A
- hertog van Connaught en Strathearn A
- hertog van Cumberland A
- Hertog van Cumberland en Teviotdale A
- hertog van Edinburgh
- hertog van Gloucester
- hertog van Kent
- hertog van Sussex
- hertog van Windsor A
- hertog van York
- markies van Cambridge
- graaf van Forfar
- graaf van Wessex
- graaf van Strathearn
- graaf van Inverness
- graaf van Dumbarton

### Deense hof
- hertog van Sleeswijk A
- hertog van Holstein A
- hertog van Oldenburg A
- graaf van Monpezat

### Monegaskische hof
- hertog van Valentinois
- markies van Baux
- graaf van Carladès
- baron van Massy

### Nederlandse hof
- prins van Oranje
- Prins der Nederlanden A

### Spaanse hof
Titels van de Koning:
- koning van Spanje.
- koning van Castilië, van León, van Aragón, van de Twee Siciliën, van Jerusalem, van Navarra, van Granada, van Toledo, van Valencia, van Galicië, van Mallorca, van Sevilla, van Sardinië, van Córdoba, van Corsica, van Murcia, van Jaén, van de Algarve, van Algeciras, van Gibraltar, van de Canarische Eilanden, van de Oost en West Indiën, en van de eilanden en vasteland in de Atlantische Oceaan.
- aartshertog van Oostenrijk.
- hertog van Bourgondië en van Brabant, van Milaan, van Athene en van Neopatras.
- markies van Oristano.
- graaf van Habsburg, van Vlaanderen, van Tirol, van Barcelona, van Roussillon, van Cerdanya en van Goceano.
- heer van Biscaje en van Molina.

Overige titels:
- prins van Asturië
- prins van Viana
- prins van Girona
- infant van Spanje
- hertog van Palma de Mallorca
- hertog van Lugo
- hertog van Badajoz
- hertog van Soria
- hertog van Marone A

### Zweedse hof
- hertog van Ångermanland
- hertog van Västergötland
- hertog van Östergötland
- hertog van Västmanland
- hertog van Gotland
- hertog van Närke
- hertog van Värmland
- hertog van Hälsingland en Gästrikland
- hertog van Skåne
- hertog van Södermanland.
- hertog van Halland
- hertog van Västerbotten
- hertog van Uppland A
- hertog van Dalarna A

## Dynastieke titels van niet meer regerende vorstenhuizen
Deze titels worden in sommige gevallen nog verleend door de hoofden van voormalige regerende families maar het recht van deze om titels te verlenen heeft geen wettelijke of diplomatieke grondslag. Deze titels worden dus niet erkend.

### Huis Bonaparte (Frankrijk)
- prins Napoleon

### Huis Bourbon

#### Huis Bourbon-Anjou (Frankrijk)
- hertog van Anjou

#### Huis Bourbon-Orléans (Frankrijk)
- graaf van Parijs
- hertog van Guise
- hertog van Vendôme
- hertog van Aumâle
- hertog van Angoulême
- graaf van Eu
- hertog van Chartres

#### Huis Bourbon-Parma (Italië)
- prins van Piacenza
- hertog van Colorno
- graaf van Bardi
- hertogin van Guernica
- markiezin van Sala

#### Huis Bourbon-Sicilië (Italië)
- hertog van Castro
- hertog van Noto
- hertog van Calabrië

### Huis Bragança (Portugal)
- hertog van Bragança
- prins van Beira
- hertog van Barcelos
- hertog van Porto
- hertog van Viseu
- hertog van Coimbra
- hertog van Beja
- hertog van Guimarães
- markies van Vila Viçosa

### Huis Oldenburg (Griekenland)
- hertog van Sparta

### Huis Saksen-Coburg-Koháry (Bulgarije)
- prins van Tirnovo
- prins van Preslav
- prins van Panagjoerisjte
- prins van Vidin

### Huis Savoye (Italië)
- prins van Napels
- prins van Venetië
- prins van Piëmont
- prins van Lombardije
- hertog van Apulië
- hertog van Aosta
- hertog van Genua